# معركة أتو
معركة أتو (بالإنجليزية: Battle of Attu)‏ وقعت في الفترة من 11 إلى 30 مايو 1943، بين الولايات المتحدة الأمريكية واليابان على جزيرة أتو ضمن حملة الجزر الأليوتية في المحيط الهادي.
وهي المعركة البرية الوحيدة التي وقعت على أرض أمريكية خلال الحرب العالمية الثانية.
ونجحت القوات الأمريكية في استعادة الجزيرة في 30 مايو 1943 بعد 19 يوما، أبيدت القوات اليابانية تقريبا، ووصل عددهم 2500 جندي، ونجا منهم 28 فقط. وقتل من الأمريكيين 550 جندي.
واستعاد الأمريكيون السيطرة على الجزيرة بعد سيطرة اليابانيين عليها لمدة إحدى عشر شهراً.

## وصلات خارجية
https://defense-arab.com/vb/threads/122952/